# 御嵩町立上之郷小学校
御嵩町立上之郷小学校（みたけちょうりつ かみのごうしょうがっこう）は、岐阜県可児郡御嵩町にある公立小学校。

## 概要
- 御嵩町東部の上之郷地区の小学校であり、通学区域は井尻、北切、川南、平、宿、美佐野、次月、津橋、前沢、謡坂、小原、西洞、谷、綱木、大久後、小和沢である。公立中学校の進学先は御嵩町立上之郷中学校である[1]。
- 校区が広くかつ山間部であることもあり、児童の約3割がスクールバスでの通学である。
- 児童数は約60名の小規模校である。御嵩町から小規模特認校の指定を受けている[2]。

## 沿革
上之郷小学校は、1972年に上之郷中切の上之郷小学校と上之郷綱木の綱木小学校を統合し、上之郷宿に新設された小学校である。ここでは上之郷中切の上之郷小学校を上之郷小学校〈旧〉として記述する。
- 1873年（明治6年）
  - 3月20日 - 中切村に発文義校が開校。
  - 4月3日 - 津橋村に聞道義校が開校。
  - 6月15日 - 小原村に先進義校が開校。
- 1875年（明治8年） - 
  - 先進義校が謡坂村に移転。先進学校に改称する。
  - 発文義校が発文学校に改称する。
  - 聞道義校が聞道学校に改称する。
  - 井尻村、中切村、宿村、美佐野村、津橋村、谷村、綱木村、林垣外村、小和沢村、大久後村、西洞村、小原村、樋ケ洞村、謡坂村、前沢村、次月村が合併し、上之郷村となる
- 1878年（明治11年） - 先進学校が小春学校に改称する。
- 1879年（明治12年） - 発文学校が小泉学校に改称する。
- 1880年（明治13年） -
  - 小泉学校に聞道学校が統合され、小泉学校津橋分校となる。
  - 上之郷村が分割され、上之郷村、井尻村、中切村、宿村、美佐野村、津橋村、小和沢村、大久後村、西洞村、謡坂村、前沢村、次月村、小原村となる。
- 1884年（明治19年） - 
  - 小泉学校が中切尋常簡易科小学校に改称する。
  - 小春学校が謡坂尋常簡易科小学校と上之郷簡易科小学校に分立する。
  - 小泉学校津橋分校が謡坂簡易小学校に移り、謡坂簡易小学校津橋分校となる。
- 1889年（明治22年） - 上之郷村、小原村、井尻村、中切村、宿村、美佐野村、津橋村、小和沢村、大久後村、西洞村、謡坂村、前沢村、次月村の13ヶ村が合併し、上之郷地区が発足。
- 1890年（明治23年） - 中切尋常簡易科小学校、謡坂尋常簡易科小学校が、中切尋常小学校、謡坂尋常小学校に改称する。
- 1893年（明治26年） - 中切尋常小学校、謡坂尋常小学校、上之郷尋常小学校が合併し、中切尋常小学校となる。津橋分校、謡坂分校、綱木分校を設置。
- 1895年（明治28年） - 中切尋常小学校が中切尋常高等小学校に改称する。
- 1900年（明治33年） - 津橋分校、謡坂分校、綱木分校が独立し、それぞれ、謡坂尋常小学校、津橋尋常小学校、綱木尋常小学校となる。
- 1902年（明治35年） - 中切尋常高等小学校、津橋尋常小学校、謡坂尋常小学校、綱木尋常小学校を統合し、上之郷尋常小学校となる。本校は旧・中切尋常高等学校に設置。綱木分教場を設置。
- 1906年（明治39年）
  - 4月 - 上之郷尋常高等小学校に改称する。
  - 5月 - 上之郷中切字西脇に校舎が完成し、移転。
- 1919年（大正8年） - 附設上之郷農業裁縫補習学校を設置。
- 1935年（昭和10年） - 上之郷農業裁縫補習学校を廃止。上之郷村農業青年学校を設置
- 1941年（昭和16年）4月1日 - 上之郷国民学校に改称する。
- 1947年（昭和22年）4月1日7 - 上之郷村立上之郷小学校〈旧〉に改称する。
- 1955年（昭和30年）2月1日 - 御嵩町、中町、上之郷村、及び伏見町の大部分（旧・伏見村と比衣村の全部、上恵土村の一部）とが合併し、御嵩町となる。同時に御嵩町立上之郷小学校〈旧〉に改称する。
- 1961年（昭和36年）4月1日 - 綱木分校が独立し、御嵩町立綱木小学校となる。
- 1972年（昭和47年）4月1日 - 上之郷小学校〈旧〉と綱木小学校が統合され、上之郷小学校となる。元の学校は上之郷小学校上之郷分教室、上之郷小学校綱木分教室となる。
- 1974年（昭和49年）11月 - 上之郷分教室が火災により校舎の一部を焼失。
- 1975年（昭和50年）7月4日 - 現在地に統合校舎が完成。上之郷分教室、綱木分教室は廃止。
- 1978年（昭和53年） - 体育館が完成。
- 1980年（昭和55年） - プールが完成。
- 1991年（平成3年） - 特別教室が完成。